# Tall Abjad (dystrykt)
Tall Abjad – jedna z 3 jednostek administracyjnych drugiego rzędu (dystrykt) muhafazy Ar-Rakka w Syrii.
W 2004 roku dystrykt zamieszkiwało 129 714 osób.